# Енн Пакер
Енн Елізабет Паркер (англ. Ann Elizabeth Packer; нар. 8 березня 1942) — британська легкоатлетка, яка спеціалізувалася в бігу на короткі та середні дистанції..

## Досягнення
Олімпійська чемпіонка з бігу на 800 метрів (1964). На Іграх-1964 здобула також «срібло» в бігу на 400 метрів.
Бронзова призерка чемпіонату Європи-1962 в естафетному бігу 4×100 метрів.
Срібна призерка Ігор Співдружності-1962 в естафетному бігу 4×110 ярдів.
Ексрекордсменка світу з бігу на 800 метрів.
Ексрекордсменка Європи з бігу на 400 та 800 метрів.
Оголосила про завершення спортивної кар'єри у 22-річному віці після Олімпіади-1964.
Одружена з британцем Роббі Брайтвеллом, срібним призером Олімпіади-1964 в естафеті 4×400 метрів. Мати трьох дітей.

## Основні міжнародні виступи
| Рік  | Змагання                                  | Місто        | Місце                             | Дисципліна | Примітки |
| ---- | ----------------------------------------- | ------------ | --------------------------------- | ---------- | -------- |
| 1962 | Чемпіонат Європи                          | Белград      | 6                                 | 200 м      |          |
| 1962 | 3                                         | 4×100 м      |                                   |            |          |
| 1962 | Ігри Британської імперії та Співдружності | Перт         | 1пф4                              | 220 ярдів  |          |
| 1962 | 6                                         | 80 ярдів з/б |                                   |            |          |
| 1962 | 2                                         | 4×110 ярдів  |                                   |            |          |
| 1964 | Олімпійські ігри                          | Токіо        | 2                                 | 400 м      |          |
| 1964 | 1                                         | 800 м        | Відео на YouTube Відео на YouTube |            |          |